# Kangasjärvi (sjö i Karleby, Mellersta Österbotten, Finland)
Kangasjärvi och Nevajärvi eller Vidonjärvi är  sjöar i Finland. De ligger i kommunen Karleby i landskapet Mellersta Österbotten, i den centrala delen av landet, 400 km norr om huvudstaden Helsingfors. Kangasjärvi ligger 95 meter över havet. I omgivningarna runt Kangasjärvi växer i huvudsak blandskog. Arean är 3,9 hektar och strandlinjen är 0,89 kilometer lång. Sjön  ingår i Perho å huvudavrinningsområde. 